# Лукинське (Ленінградська область)
Лукинське (рос. Лукинское) — присілок Бокситогорського району Ленінградської області Росії. Входить до складу Забор'євського сільського поселення.
Населення — 0 осіб (2012 рік). 